# Cantons de Còrsega del Sud
Els Cantons de Còrsega del Sud (Còrsega) són 22 i s'agrupen en dos districtes: 
- Districte d'Ajaccio (14 cantons - prefectura d'Ajaccio) : cantó d'Ajaccio-1 - cantó d'Ajaccio-2 - cantó d'Ajaccio-3 - cantó d'Ajaccio-4 - cantó d'Ajaccio-5 - cantó d'Ajaccio-6 - cantó d'Ajaccio-7 - cantó de Bastelica - cantó de Celavo-Mezzana - cantó de Cruzini-Cinarca - cantó de Deux-Sevi - cantó de Deux-Sorru - cantó de Santa-Maria-Siché - cantó de Zicavo.

- Districte de Sartène (8 cantons - sotsprefectura de Sartène) : cantó de Bonifacio - cantó de Figari - cantó de Levie - cantó d'Olmeto - cantó de Petreto-Bicchisano - cantó de Porto-Vecchio - cantó de Sartène - cantó de Tallano-Scopamène.